# Họ Háo rợp
Họ Háo rợp (danh pháp khoa học: Triuridaceae) là một họ thực vật hạt kín. Họ này ít được các nhà phân loại học công nhận. Hệ thống APG III năm 2009 và hệ thống APG II năm 2003 công nhận họ này và đặt nó trong bộ Pandanales của nhánh monocots. Đây là sự thay đổi so với hệ thống APG năm 1998, trong đó người ta không đặt họ này vào bộ nào.

## Phân loại
Phần lớn các nguồn cho rằng họ này chứa khoảng 6-8 chi, với chi Sciaphila có sự đa dạng lớn nhất. Tuy nhiên, H. Maas-van de Kamer và T. Weustenfeld (1998) coi họ này chứa tới 9 chi (trừ chi Kupea được miêu tả và đặt trong họ Triuridaceae vào năm 2003.).
- Andruris Schltr.
- Hyalisma Champion. Có thể gộp vào chi Sciaphila.
- Kupea Cheek & S. A. Williams
- Lacandonia E.Martínez & Ramos. Có thể gộp vào chi Triuris.
- Peltophyllum Gardner (đồng nghĩa Hexuris Miers)
- Sciaphila Blume: Háo rợp, háo rặp, hỉ âm thảo, hỉ ấm thảo
- Seychellaria Hemsl.
- Soridium Miers
- Triuridopsis H.Maas & Maas
- Triuris Miers: Chi Háo rợp

## Phát sinh chủng loài
Cây phát sinh chủng loài dưới đây lấy theo APG III.
|  | Stemonaceae                                                   |
|  |                                                               |
|  | \| \| Pandanaceae \| \| \| \| \| \| Cyclanthaceae \| \| \| \| |
|  |                                                               |
|  | Pandanaceae                                                   |
|  |                                                               |
|  | Cyclanthaceae                                                 |
|  |                                                               |

|  | Pandanaceae   |
|  |               |
|  | Cyclanthaceae |
|  |               |

|  | Stemonaceae                                                   |
|  |                                                               |
|  | \| \| Pandanaceae \| \| \| \| \| \| Cyclanthaceae \| \| \| \| |
|  |                                                               |
|  | Pandanaceae                                                   |
|  |                                                               |
|  | Cyclanthaceae                                                 |
|  |                                                               |

|  | Pandanaceae   |
|  |               |
|  | Cyclanthaceae |
|  |               |

## Đặc điểm
Họ này chứa khoảng 48-80 loài thực vật dị dưỡng nấm, không chứa diệp lục, sống trên các thân cây gỗ mục trong khu vực nhiệt đới và cận nhiệt đới, nhưng hiếm gặp ở châu Phi. Chất gỗ của rễ không có mạch. Lá đơn, nhỏ, mọc so le, không cuống, không xếp đè lên nhau. Không có khí khổng. Hoa đơn tính cùng gốc, đơn tính khác gốc, đa tạp-đơn tính cùng gốc hay lưỡng tính (hiếm, chỉ thấy ở vài loài thuộc chi Sciaphila), mọc thành chùm hay xim hoa. Bao hoa gồm 5-7 mảnh, hơi hợp nhau ở gốc, các thùy xếp van. Nhị 2-6, dính vào gốc bao hoa, bộ nhụy gồm 20-30 lá noãn rời với vòi dính ở bên bầu. Thụ phấn có lẽ nhờ côn trùng. Quả nang, hạt có nội nhũ lớn. Tại Việt Nam có 1 chi, 1 loài là Sciaphila clemensiae (háo rợp).